# Pytinicarpa
Pytinicarpa é um género botânico pertencente à família Asteraceae.